# Euro-Mediterranean Human Rights Monitor
Euro-Mediterranean Human Rights Monitor (allgemein bekannt als Euro-Med Monitor und manchmal auch als Euro-Med HRM) ist eine unabhängige Non-Profit-Organisation zum Schutz der Menschenrechte.

## Gründung und Organisation

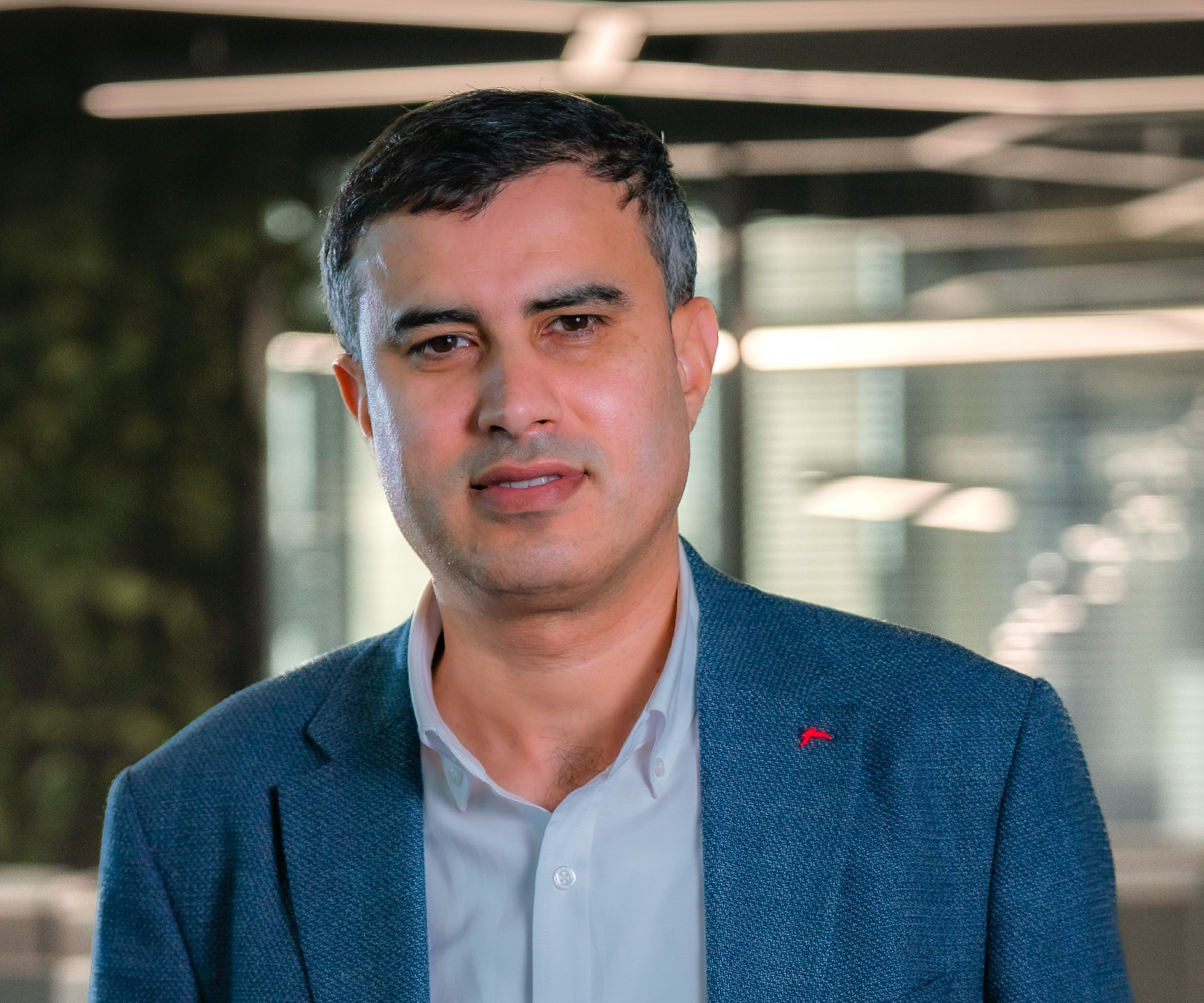
Ramy Abdu, Gründer von Euro-Mediterranean Human Rights Monitor

Der Euro-Mediterranean Human Rights Monitor wurde im November 2011 vom Palästinenser Ramy Abdu in Genf gegründet, wo sich auch sein Hauptsitz befindet.
Abdu ist der Vorsitzende der Organisation. Die strategische Ausrichtung von Euro-Med Monitor wird vom Kuratorium der Organisation bestimmt. Vorsitzender des Kuratoriums ist Richard A. Falk, der ehemalige Sonderberichterstatter der Vereinten Nationen über die Menschenrechtslage in den seit 1967 besetzten palästinensischen Gebieten. Weitere prominente Mitglieder sind
- die emeritierte Professorin für Völkerrecht Christine Chinkin,
- die Menschenrechtsanwältin und Juniorprofessorin für Africana Studies Noura Erakat,[11]
- der ehemalige brasilianische Minister und Vorsitzende von Unitaid Celso Amorim,
- die Professorin für Soziologie Lisa Hajjar,[12]
- der Professor für Politikwissenschaft und Präsident des International Centre for Contemporary Middle East Studies Tareq Ismael[13] und
- der Völkerrechtler John V. Whitbeck.

## Ziele
Laut der Organisation bestehen ihre Hauptziele darin, für die Menschenrechte im europäischen Raum und der MENA-Region einzutreten, insbesondere durch die Förderung des Bewusstseins für Menschenrechtsgesetze und die Unterstützung lokaler Institutionen bei gemeinsamen Projekten. Sie setzt sich für die Rechte von unter Besatzung lebenden, von Krieg und Verfolgung betroffenen sowie marginalisierten Menschen ein und fördert die Nutzung friedlicher, rechtlicher Mittel zur Aufdeckung von Verstößen und zur Rechenschaft der Verantwortlichen.

## Verhältnis zur UN
Eine Anerkennung des „Monitor“ durch die Vereinten Nationen (UNO) als Nichtregierungsorganisation (NGO) auf Beraterstatus scheiterte bisher an den kritischen Nachfragen der Länder Bahrain, Libyen und Israel.

## Projekte

### Women's Leadership Incubator (2017–2019)
Das Projekt „Women's Leadership Incubator“ (2017–2019) wurde von der schwedischen Organisation Kvinna Till Kvinna finanziert und hatte zum Ziel, Frauen im Gazastreifen zu befähigen, ihre Rechte zu verteidigen und eigene Einkommensquellen zu schaffen. Das Projekt basierte auf der Finanzierung und Schulung von Mitarbeitern lokaler Nichtregierungsorganisationen durch Kapazitätsaufbauprogramme.

### We Are Not Numbers (2015–heute)

Logo von WANN. Der Drache ist eine Anspielung auf das Gedicht If I Must Die des WANN-Mitbegründers Refaat Alareer

„We Are Not Numbers“ (WANN) ist ein Projekt, das von der internationalen Sekretärin von Euro-Med Monitor Pam Bailey, dem Euro-Med Monitor-Gründer Ramy Abdu und dem palästinensischen Lyriker Refaat Alareer im Februar 2015 ins Leben gerufen wurde. Es bietet Workshops für junge Schriftsteller aus dem Gazastreifen an, in denen sie lernen, Artikel und Geschichten in englischer Sprache zu schreiben sowie englischsprachige Inhalte für soziale Medien zu produzieren, um westliche Zielgruppen zu erreichen. Das Programm umfasst eine sechsmonatige Ausbildung, bei der die Teilnehmer von englischsprachigen Mentoren betreut werden. Im ersten Jahr nahmen etwa 40 junge Menschen aus Gaza teil, die auf einem englischsprachigen Blog schrieben. Das Ziel war es, ein Fenster zu „den Menschen hinter den Zahlen in den Nachrichten“ zu öffnen. Ein Jahr später wuchs das Projekt auf mehr als 75 Schriftsteller aus Gaza an und wurde von Mentoren wie Susan Abulhawa, Miko Peled, Alice Rothchild und Ben Norton unterstützt.
Im August 2016 wurde Bailey trotz eines Einreisevisums für Gaza aufgrund „illegaler Arbeit“ die Einreise nach Israel verweigert. Ein Anwalt vermutete, dass sie auf eine schwarze Liste von palästinensischen und internationalen NGOs gesetzt worden war, die sich für Menschenrechte einsetzen.
2019 wurde eine Sammlung von Werken aus dem Projekt auf Deutsch als Buch mit dem Titel „We Are Not Numbers: Junge Stimmen aus Gaza“ veröffentlicht.
WANN initiierte 2020 eine hebräischsprachige Webseite mit dem Namen „We Beyond the Fence“, um Israelis Zugang zu palästinensischen Artikeln, Gedichten und Essays über das Leben im Gazastreifen zu ermöglichen. Ab 2021 kooperierte WANN mit 30 NGOs und anderen Organisationen. Im Jahr 2023 begann die 17. Gruppe angehender palästinensischer Schriftsteller mit dem Programm.

### WikiRights (2015–heute)
Euro-Med Monitor stellte nach einer Analyse der Inhalte der arabischen und englischen Wikipedia eine „Dominanz offizieller staatlicher Narrative“ bei gleichzeitiger „nahezu vollständiger Abwesenheit der Perspektiven von Opfern von Menschenrechtsverletzungen in verschiedenen Regionen“ fest. Seit 2015 bildet Euro-Med Monitor daher Studierende und Universitätsabsolventen aus Konfliktgebieten aus, um auch die Perspektiven der Opfer in Wikipedia-Artikel einzubringen. Die Schulungen umfassen Workshops über Theorie und Praxis von Wikipedia sowie zur Recherche und Dokumentation menschenrechtsrelevanter Vorgänge. Der Direktor von WikiRights, Anas Jerjawi, erklärte: „Das WikiRights-Projekt glaubt an den Wert und die Dringlichkeit, die Erzählung der Opfer zu fördern, zu dokumentieren und präsent zu halten.“

### I am 22, I lost 22 people (2022)
Im Mai 2022 organisierte Euro-Med Human Rights Monitor gemeinsam mit UN Women die Kunstausstellung „I am 22, I lost 22 people“. Ausgestellt wurden Gemälde der palästinensischen Malerin Zainab Al-Qolaq, die während des Israel-Gaza-Konflikts von 2021 bei einem israelischen Luftangriff auf den Gazastreifen 22 Verwandte verloren hatte und selbst zwölf Stunden unter Schutt begraben war, bevor sie gerettet wurde. Die Gemälde wurden gemeinsam mit Texten der Künstlerin in einem Ausstellungskatalog herausgegeben.

## Veröffentlichungen
Euro-Med Monitor veröffentlicht regelmäßig Reporte über verschiedene mit Menschenrechten zusammenhängende Themen in Europa und der MENA-Region; so zum Beispiel
- einen Report über die Beschneidung der Rechte von Lehrern in Jordanien,[43][44]
- einen (gemeinsam mit ImpACT International veröffentlichten) Report über die Folter und Massendeportation afrikanischer Migranten in den VAE,[45][46][47][48]
- zwei Reporte über die Haftbedingungen[49][50] und (gemeinsam mit SAM) über Kindersoldaten in den Gebieten im Jemen unter Kontrolle der Huthi,[51][52]
- einen (gemeinsam mit Journalists for Human Rights veröffentlichten) Report über die Unterdrückung der Pressefreiheit in Tunesien[53][54]
- mehrere Reporte über die Situation der Palästinenser, etwa 2016 einen Report über israelische Demolierungen von durch die EU finanzierten Bauprojekten[55][56] oder 2024 einen Report über Israels Handeln im Krieg in Israel und Gaza seit 2023, das als Völkermord bezeichnet wird.[57][58]

Seltener ist Euro-Med Monitor auch nur Sponsor für Reporte weiterer Kooperationspartner; so etwa für einen Report der Amsterdam International Law Clinic über den Rechtsstatus staatenloser Personen in der EU.